# Synagoge von Dair al-Qamar

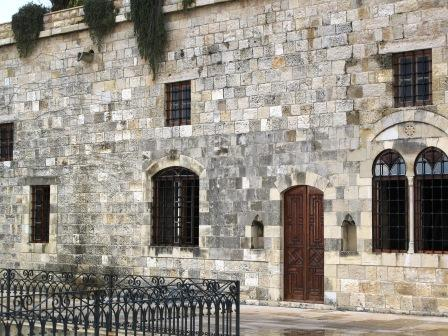
Synagoge von Deir el-Qamar

Die Synagoge von Deir el-Qamar (hebräisch בית הכנסת דיר אל-קמר, arabisch كنيس دير القمر) ist eine ab dem Jahre 1609 erbaute historische Synagoge in Deir el-Qamar und damit die älteste erhaltene im Libanonberg.
Der im Jahre 1638 vollendete Synagogenbau wurde für die jüdische Gemeinde errichtet, deren Mitglieder zum Teil zur Entourage des Drusen-Emirs Fachr ad-Dīn II. zählten. Zwischen 1860 und 1900 war die Synagoge geschlossen, da die Juden den Ort verlassen mussten. Als der spätere israelische Staatspräsident Jizchak Ben Zwi die Synagoge von Deir el-Qamar 1928 besuchte, beschrieb er sie als „die größte Syriens“. Beim Einschreiten Israels in den libanesischen Bürgerkrieg und der Besetzung des Südlibanons wurde hier die Hochzeit eines Offiziers gefeiert.
Die Synagoge von Deir el-Qamar hatte Platz für 500 Personen. Obwohl das Gebäude in einem relativ guten Zustand ist, sind sämtliche religiösen Kultsymbole verschwunden. Aus Sicherheitsgründen ist die Synagoge geschlossen und dem französischen Kulturzentrum des Chouf unter Obhut des Direction Générale des Antiquités anvertraut.